# Halifax Range
Halifax Range är ett berg i Kanada.   Det ligger i Strathcona Regional District och provinsen British Columbia, i den sydvästra delen av landet, 3 700 km väster om huvudstaden Ottawa. Toppen på Halifax Range är 558 meter över havet, eller 227 meter över den omgivande terrängen. Bredden vid basen är 1,9 km.
Terrängen runt Halifax Range är kuperad åt nordost, men åt sydväst är den bergig. Havet är nära Halifax Range åt nordost. Trakten runt Halifax Range är nära nog obefolkad, med mindre än två invånare per kvadratkilometer.. Det finns inga samhällen i närheten. 